# Rutger ten Velde
Rutger ten Velde (Arnhem, 5 maart 1997) is een Nederlandse handbalspeler op de positie linkerhoek. Hij komt sinds 2022 uit voor de Duitse club TuS Nettelstedt-Lübbecke die speelt in de tweede Handball-Bundesliga.  
Op 10 juni 2017 speelde hij zijn eerste A-interland tegen België. Ten Velde speelde drie eindrondes voor Oranje als onderdeel van de Nederlandse EK-selectie (2022 en 2024) en WK-selectie (2023). Bij de EK 2024 eindigde hij als nummer vijf op de topscorerslijst van het toernooi met 45 doelpunten.  